# Twofold Bay
Twofold Bay är en vik i Australien. Den ligger i delstaten New South Wales, i den sydöstra delen av landet, omkring 380 kilometer söder om delstatshuvudstaden Sydney.
I omgivningarna runt Twofold Bay växer i huvudsak städsegrön lövskog. Runt Twofold Bay är det mycket glesbefolkat, med 5 invånare per kvadratkilometer. Genomsnittlig årsnederbörd är 1 209 millimeter. Den regnigaste månaden är juni, med i genomsnitt 224 mm nederbörd, och den torraste är juli, med 40 mm nederbörd.